# Tony Thompson (Musiker)
Tony Thompson (* 15. November 1954 in Queens, New York; † 12. November 2003 in Encino, Kalifornien) war ein US-amerikanischer Schlagzeuger.
Er war zunächst Mitglied in Patti LaBelles 70er-Jahre-Band Labelle, dann kurzzeitig bei Ecstasy Passion & Pain, schließlich Langzeitmitglied der legendären Disco-Band Chic. Dort zeichnete er mitverantwortlich für Hits wie „Le Freak“ und „Good Times“.
Nach der zeitweiligen Auflösung von Chic arbeiteten seine Bandkollegen Nile Rodgers und Bernard Edwards ab 1983 verstärkt als Produzenten. Thompson war auf vielen ihrer Produktionen als Studiodrummer zu hören, so für Rodgers auf Alben von David Bowie (Let's Dance, 1983), Madonna (Like a Virgin, 1984) und Mick Jagger (She's The Boss, 1985) und für Edwards auf Robert Palmers Riptide (1985; u. a. bei I Didn’t Mean to Turn You On), Jody Watleys Jody Watley (1987) und Rod Stewarts Out of Order (1988).
Thompsons besonderer, harter Drum-Sound ist beispielsweise auf Robert Palmers Single Addicted To Love (aus Riptide) und als Intro zur Single Some like it hot auf dem ebenfalls 1985 von Bernard Edwards produzierten Album „The Power Station“ der gleichnamigen Band zu hören, der er zusammen mit John und Andy Taylor (von Duran Duran) und Robert Palmer angehörte. Der Rolling Stone listete ihn 2016 auf Rang 62 der 100 größten Schlagzeuger aller Zeiten.
Beim Live-Aid-Konzert 1985 trat Thompson sowohl mit The Power Station auf als auch mit Led Zeppelin, gemeinsam mit Phil Collins.
Tony Thompson starb im Alter von 48 Jahren an Nierenkrebs.